# Phyzelaphryne miriamae
Phyzelaphryne miriamae là một loài ếch thuộc chi đơn loài Phyzelaphryne trong họ Eleutherodactylidae. Chúng được tìm thấy ở Brasil và có thể cả Bolivia.
Môi trường sống tự nhiên của nó là các khu rừng đất thấp ẩm nhiệt đới và cận nhiệt đới. Loài này đang bị đe dọa do mất môi trường sống.